# 共振价键理论
在凝聚体物理学中，共振价键理论（英語：resonating valence bond theory，简称RVB）是一种试图解释高温超导（尤其是铜氧化物超导体）的理论模型。1987年，美国物理学家菲利普·安德森和印度物理学家Ganapathy Baskaran提出了该理论。此理论认为在铜氧化物晶格中，邻近铜原子相互作用形成价键，将電子固定在位置上。然而，经过掺杂之后，这些电子可以像库柏对一样运动而形成超导现象。安德森在他1987年发表的论文中认为掺杂铜氧化物中超导的起源是（非超导态的）铜氧化物的莫特绝缘体特性。共振价键理论是在赫巴德模型和t-J模型的基础上建立的，用于研究强关联材料。

## 描述

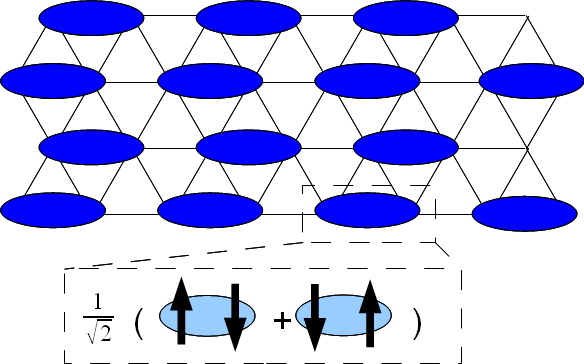
一种共振价键状态，其中包含邻近原子中电子的价键耦合

莫特绝缘体的物理性质可用赫巴德模型的哈密顿量来描述：
{\displaystyle H=-t\sum _{\langle ij\rangle }(c_{i\sigma }^{\dagger }c_{j\sigma }+{\text{h.c.}})+U\sum _{i}n_{i\uparrow }n_{i\downarrow }}
1971年，安德森最先提出这个哈密顿量有一个非简并的基态，其中电子自旋状态是无序的。在高温超导体发现不久之后，安德森和基弗森等人提出这些材料存在一个共振价键基态，可表示为：
{\displaystyle |{\text{RVB}}\rangle =\sum _{C}|C\rangle }
其中{\displaystyle C}表示相聚最近的二聚体（可认为是库柏对）在一个晶格中占据的体积。每一项对整体所做的贡献可认为是相同的。在平均场近似中，共振价键状态可以写成古茨维勒投影（Gutzwiller projection）的形式，表示依据科斯特利茨-索利斯相变（Kosterlitz-Thouless）机理进行的超导相变。然而，至今仍没有人对赫巴德模型或t-J模型中的哈密顿量存在这样一个超导基态进行了严格证明。此外，共振价键基态的稳定性也没有得到确认。